# Graomys
Graomys är ett släkte av däggdjur som ingår i familjen hamsterartade gnagare. Dessa gnagare förekommer i Sydamerika.

## Beskrivning
Arterna når en kroppslängd (huvud och bål) av 11 till 17 cm och en svanslängd av 12 till 19 cm. Vikten varierar mellan 50 och 95 gram. Pälsen har på ovansidan en gulbrun till gråbrun färg och det finns en tydlig gräns mot den vita undersidan. Även svansen är täckt med hår och vid spetsen är den yvig.
Dessa gnagare lever i nästan alla habitat som finns i utbredningsområdet. De vilar i trädens håligheter och i övergivna fågelbon. Individerna äter gräs, frön och frukter. De besöker ibland människans hus och kan orsaka större skador. Honor kan troligen para sig hela året men de flesta ungar föds under sommaren. Per kull föds 3 till 10 ungar, i genomsnitt 6.
IUCN listar Graomys edithae med kunskapsbrist (DD) och de andra arterna som livskraftig (LC).

## Taxonomi
Kladogram enligt Catalogue of Life:
| Graomys | \| \| Graomys domorum \| \| \| \| \| \| Graomys edithae \| \| \| \| \| \| Graomys griseoflavus \| \| \| \| |
|         | \| \| Graomys domorum \| \| \| \| \| \| Graomys edithae \| \| \| \| \| \| Graomys griseoflavus \| \| \| \| |
|         | Graomys domorum                                                                                            |
|         | |
|         | Graomys edithae                                                                                            |
|         | |
|         | Graomys griseoflavus                                                                                       |
|         | |

Wilson & Reeder (2005) listar ytterligare en art i släktet, Graomys centralis.